# Gary Tarn
Gary Tarn (Londra, 1962) è un regista e compositore britannico.
Il suo primo lungometraggio, un documentario dal titolo Black Sun, è stato nominato per un BAFTA nella seguente categoria: Premio Carl Foreman Award for Special Achievement by a British Director in their First Feature Film.
Nel 2011 presenta al Copenaghen International Film Festival il film The Prophet, tratto dal libro Il profeta dell'artista libanese Khalil Gibran.
Tarn è stato in gioventù leader della band Drum Theatre, attiva nella seconda metà degli anni '80.

## Film
- Black Sun (2006)
- The Prophet (2011)

## Riconoscimenti
- BAFTA 2007 / Candidatura alla migliore opera prima
- 2006 Copenaghen International Documentary Film Festival / Grand Prix Winner
- 2006 Newport International Film Festival / giuria Vincitore del Premio
- 2006 Sarasota Film Festival / Premio Speciale della Giuria
- 2005 British Independent Film Awards / Candidatura al miglior documentario
- Selezione Ufficiale nel 2005 e nel 2006 presso la London / Toronto / Tribeca / Miami Film Festival